# Перехода, Иван Сергеевич
Ива́н Серге́евич Перехо́да (20 января 1907, Павлоград, ныне Днепропетровская область — 19 октября 1943) — командир пулемётного расчёта 1181-го стрелкового полка 356-й стрелковой дивизии 61-й армии Центрального фронта, сержант, Герой Советского Союза.

## Биография
Родился 20 января 1907 года в семье крестьянина. Окончил 6 классов. Работал слесарем. Проходил действительную срочную службу в Красной Армии в 1929—1931 годах.
Был снова призван в ряды Красной Армии в сентябре 1941 года. На фронтах Великой Отечественной войны с декабря 1941 года.
26 сентября 1943 года сержант Перехода получил задачу — в составе группы разведчиков переправиться на противоположный берег Днепра и собрать необходимые данные об инженерных укреплениях и расположении огневых средств на предполагаемом участке форсирования, при возможности закрепиться и прикрыть огнём переправу штурмовых групп. В ночь на 27 сентября 1943 года с пятью бойцами на подручных средствах он преодолел Днепр в районе посёлка Комарин Брагинского района Гомельской области. После высадки десантники произвели разведку и скрытно пробрались к огневым точкам врага. Сначала группа блокировала дзот, а затем с боем выбила противника из траншеи. Гитлеровцы, потеряв около тридцати солдат и офицеров, вынуждены были отойти.
Утром противник предпринял несколько контратак на позиции группы. В перерывах между атаками позиции разведчиков подвергались постоянному миномётному обстрелу. Четыре человека из состава группы были убиты. Оставшись один, Перехода пулемётным огнём отразил ещё несколько контратак. Всего десантники отбили шесть вражеских атак и уничтожили около 150 гитлеровцев. К исходу дня сержант Перехода получил по рации команду возвращаться обратно и ночью благополучно переправился на левый берег.
19 октября 1943 года сержант И. С. Перехода погиб в одном из боёв на плацдарме на правом берегу Днепра.
Указом Президиума Верховного Совета СССР «О присвоении звания Героя Советского Союза генералам, офицерскому, сержантскому и рядовому составу Красной Армии» от 15 января 1944 года за «образцовое выполнение боевых заданий командования на фронте борьбы с немецкими захватчиками и проявленными при этом отвагу и геройство» сержанту Перехода Ивану Сергеевичу посмертно присвоено звание Героя Советского Союза с вручением ордена Ленина и медали «Золотая Звезда».

## Память
- Был похоронен в деревне Глушец, а позже перезахоронен в братскую могилу в селе Дерожичи Лоевского района Гомельской области.позже пыл перезахоронен в братскую могиру в городе Повлоград Днепропетровской области